# Great Lakes BG
Le Great Lakes BG est un avion militaire de l'entre-deux-guerres biplan qui a servi comme bombardier en piqué dans l'United States Navy de 1934 à 1941.

## Conception
Contemporain du chasseur-bombardier Curtiss BF2C Goshawk, le BG-1 était également un bombardier en piqué biplace de lignes agréables, bien profilé et aux ailes effilées. Il incorporait des éléments du TG-2, qui fut construit à partir du bombardier-torpilleur Martin T4M quand cette société fut absorbée par Great Lakes en octobre 1928. Ses possibilités étaient nettement supérieures à celles du Curtiss F8C Helldiver (ou Curtiss O2C) qu'il remplaça au début de 1934. Son moteur était le Pratt & Whitney R-1535-82 de 750 ch. Cette puissance lui permettait d'emporter une bombe de 450 kg, charge deux fois supérieure à celle que pouvait porter le F8C, à une distance de près de 900 kilomètres.
Ce furent les premiers bombardiers en piqué biplaces dont l'équipage était à l'abri dans un habitacle fermé.

## Engagements
Les livraisons à la marine américaine commencèrent en octobre 1934. Sur les 60 BG-1 fabriqués, environ la moitié allèrent à une flottille, la VB-3 / VB-4, embarquée à bord des USS Ranger et Saratoga. L'autre moitié alla à l'United States Marine Corps (USMC).
Cet appareil demeura en service actif jusqu'en 1938, date à laquelle il fut affecté à l'entraînement et à des missions de servitude.
La Great Lakes Aircraft Corporation ferma ses portes en 1936, avant d'avoir pu construire d'autres appareils. La lettre G fut donc réattribuée, dans le système de désignation de l'United States Navy, à la firme Goodyear. Exemple : FG-1 pour le Chance Vought F4U Corsair fabriqué sous licence.